# المواقف الدولية بشأن طبيعة حماس
ينظر إلى حماس وفروعها بطريقة مختلفة جدا فيما بين حكومات مختلف البلدان. وقد أدرجت حماس (أو فروعها الخيرية والجناح العسكري) في القوائم الإرهابية للعديد من البلدان الغربية (وإن لم تكن جميعها). ومن ناحية أخرى، تعتقد بلدان آسيوية كثيرة أن حماس هي الحكومة الشرعية لقطاع غزة.

## التصنيف الدولي لحماس
| البلد            | التصنيف |
| ---------------- | --- |
| أستراليا         | أدرج الجناح العسكري لحركة حماس، وهي كتائب عز الدين القسام، بوصفها منظمة إرهابية. |
| كندا             | بموجب قانون مكافحة الإرهاب، تدرج الحكومة الكندية في الوقت الحالي اسم حركة حماس ككيان إرهابي، وبذلك وضعت بوصفها جماعة إرهابية، منذ عام 2002. |
| الصين            | اعتبارا من عام 2006، لا تسمي الصين منظمة حماس منظمة إرهابية، وتعترف بأنها الكيان السياسي المنتخب شرعيا في قطاع غزة الذي يمثل الشعب الفلسطيني. رغم المعارضة الأمريكية والإسرائيلية، التقت الحكومة الصينية بكبير ممثلي حماس، محمود الزهار، الذي سبق أن شغل منصب وزير الخارجية الفلسطيني، خلال منتدى التعاون الصيني - العربي في بيجين الذي عقد في يونيو 2006، وأجرت محادثات ثنائية مباشرة مع حماس والعالم العربي. وبالإضافة إلى ذلك، وخلال الشهر نفسه، أوضح متحدث باسم وزارة الخارجية الصينية كذلك موقف الصين المؤيد للفلسطينيين فيما يتعلق بحماس على الرغم من المعارضة الأمريكية والإسرائيلية لروابط الصين وعلاقتها الوثيقة مع المنظمة، مصرحاً: "إننا نعتقد أن الحكومة الفلسطينية ينتخبها الشعب هناك بصورة قانونية، وأنه ينبغي احترامها". |
| مصر              | في فبراير 2015، حددت محكمة الأمور المستعجلة حماس منظمة إرهابية، كجزء من حملة لقمع حركة الإخوان المسلمين في أعقاب الانقلاب الذي وقع في عام 2013. واتهمت المحكمة حماس بالقيام بهجمات إرهابية في مصر عن طريق الأنفاق التي تربط شبه جزيرة سيناء بقطاع غزة. وفي 2014، حظرت المحكمة نفسها أنشطة حماس في مصر، وأمرت بإغلاق مكاتبها، واعتقال أي عضو من أعضاء حركة حماس في البلاد. في يونيو 2015، ألغت محكمة الأمور المستعجلة الحكم القضائي الذي يعتبر حماس منظمة إرهابية. |
| الاتحاد الأوروبي | حدد الاتحاد الأوروبي أن حماس جماعة إرهابية منذ عام 2003. وفي ديسمبر 2014، أمرت المحكمة العامة للاتحاد الأوروبي بإزالة حماس من السجل. وذكرت المحكمة أن هذه الخطوة تقنية وليست إعادة تقييم تصنيف حماس ك جماعة إرهابية. وفي مارس 2015، قرر الاتحاد الأوروبي إبقاء حركة حماس على قائمتها السوداء المتعلقة بالإرهاب "على الرغم من قرار المحكمة المثير للجدل"، مستأنفا حكم المحكمة. ولا تزال حماس مدرجة في القائمة اعتباراً من يناير 2017. |
| إسرائيل          | تقول وزارة الخارجية الإسرائيلية، "إن حماس تحتفظ بهيكل أساسي إرهابي في غزة والضفة الغربية، وتعمل على تنفيذ الهجمات الإرهابية في الأراضي وإسرائيل". |
| اليابان          | اعتبارا من عام 2005، قامت اليابان بتجميد أصول 472 من الإرهابيين والمنظمات الإرهابية، بما فيها حماس. لكن في عام 2006 اعترفت علنا أن حماس فازت في الانتخابات التشريعية الفلسطينية 2006 ديمقراطيا. |
| الأردن           | حظرت حركة حماس في عام 1999. رفض الأردن في عام 2013 طلبات السماح لحماس بالعودة. |
| نيوزيلندا        | أدرج الجناح العسكري لحماس، كتائب عز الدين القسام، بوصفه كيانا إرهابيا منذ عام 2010. |
| روسيا            | روسيا لا تصنف حماس منظمة إرهابية وعقد محادثات مباشرة مع حماس في 2006 بعد فوز حماس في الانتخابات الفلسطينية، مشيرة إلى أنها فعلت ذلك للضغط على حماس لنبذ العنف والاعتراف بإسرائيل. قال مسؤول إسرائيلي إن روسيا ستخفض علاقاتها بحماس. |
| السعودية         | حظرت جماعة الإخوان المسلمين في عام 2014 ووصفتها بأنها منظمة إرهابية. وفي حين أن حماس غير مدرجة على وجه التحديد، فقد ذكر مصدر سعودي غير رسمي أن القرار يشمل أيضا فروعه في بلدان أخرى، بما فيها حماس. |
| سويسرا           | لا تصنف سويسرا حركة حماس كمنظمة إرهابية. ووفقا للحياد السويسري، فإن سياستها المتعلقة بالاتصال بالجهات الفاعلة الرئيسية في صراع ما تتسم بالشمول المحايد والسلطة التقديرية والواقعية. وتجري سويسرا اتصالات مباشرة مع جميع أصحاب المصلحة الرئيسيين في الصراع الإسرائيلي - الفلسطيني، بما في ذلك حماس. |
| تركيا            | اجتمعت الحكومة التركية مع قادة حماس في فبراير 2006، بعد فوز المنظمة في الانتخابات الفلسطينية. في عام 2010، وصف رئيس الوزراء رجب طيب أردوغان بـ"المقاومين الذين يناضلون من أجل الدفاع عن أرضهم". |
| المملكة المتحدة  | أدرج اسم كتائب عز الدين القسام بوصفها منظمة محظورة بموجب قانون الإرهاب منذ عام 2001، لكن حماس ككل غير مدرجة في القائمة. |
| الولايات المتحدة | تعتبر حماس "منظمة إرهابية أجنبية" |

وفقا لما ذكره توبياس باك، فإنه في حين أن حركة حماس تعتبر بوصفها منظمة إرهابية من قبل إسرائيل والولايات المتحدة والاتحاد الأوروبي، فإن عددا قليلا يعاملها على هذا النحو. في العالم العربي والإسلامي، فقدت حماس حالة النبذ، ويرحب بمبعوثيها في عواصم البلدان الإسلامية. وفي أغسطس 2014، دعا جيمي كارتر وماري روبنسون في ذروة النزاع الإسرائيلي - غزة لعام 2014 إلى الاعتراف بحماس بوصفها جهة فاعلة سياسية مشروعة، مشيرة إلى أن المجموعة شكلت مؤخرا حكومة وحدة مع السلطة الفلسطينية، ووافقت بذلك على شجب العنف، والاعتراف بإسرائيل، والالتزام بالاتفاقات السابقة.

### تصنيف الولايات المتحدة لحماس
قررت وزارة الخارجية إضافة حماس إلى قائمة وزارة الخارجية الأمريكية للمنظمات الإرهابية الأجنبية في أبريل 1993. لا تزال حماس مدرجة، اعتبارا من عام 2009.
وتقول الولايات المتحدة إن موقفها القوي ضد حماس ينبع من استخدام الجماعة للعنف، ومعارضتها لمصالح الولايات المتحدة في الشرق الأوسط، ولأن حماس تتلقى الدعم من إيران وتتعاون مع جماعة حزب الله اللبنانية. ونفى ممثل حماس في إيران الادعاء بأنها تلقت 30 مليون دولار من إيران في عام 1992، لكنه أقر بالمساعدة الإيرانية إلى الجماعات الفلسطينية. وبصورة خاصة، تدعي الولايات المتحدة أن جنود من حركة حماس قد لجأوا إلى جنوب لبنان، حيث يتلقون التدريب والدعم من مقاتلي حزب الله.
كما ذكر مكتب التحقيقات الفيدرالي ووزارة العدل في الولايات المتحدة عام 2004 أن حماس تهدد الولايات المتحدة من خلال خلايا سرية على الأراضي الأمريكية. وادعى الباحث ستيفن إمرسون في عام 2006 أن للجماعة «بنية أساسية واسعة النطاق في الولايات المتحدة. وهي تركز في المقام الأول على أنشطة جمع الأموال، وتجنيد الأعضاء وتدريبهم، وتوجيه العمليات ضد إسرائيل، وتنظيم الدعم السياسي، والعمل من خلال جماعات تنشط في جمال حقوق الإنسان». وأضاف إمرسون أنه في حين أن الجماعة لم تعمل قط خارج إسرائيل أو الأراضي الفلسطينية، فإنها تمتلك القدرة على شن هجمات في الولايات المتحدة «إذا قررت توسيع نطاق عملياتها». وأدلى مدير مكتب التحقيقات الفيدرالي روبرت مولر في عام 2005 بشهادة إلى لجنة الاستخبارات في مجلس الشيوخ مفادها أن تقييم مكتب التحقيقات الاتحادي في ذلك الحين كان وجود «تهديد محدود بشن هجوم إرهابي منسق في الولايات المتحدة، من المنظمات الإرهابية الفلسطينية» مثل حماس. وأضاف قائلا إن حماس «حافظت على سياسة طويلة الأمد لتركيز هجماتها على أهداف إسرائيلية في إسرائيل والأراضي الفلسطينية»، وأن مكتب التحقيقات الفيدرالي يرى أن المصلحة الرئيسية لحماس في الولايات المتحد ستظل «جمع الأموال لدعم أهدافها الإقليمية». وذكر مولر أيضا «من جميع الجماعات الفلسطينية، أن لحماس أكبر وجود في الولايات المتحدة، مع وجود هيكل أساسي قوي، يركز في المقام الأول على جمع الأموال، والدعاية للقضية الفلسطينية، والتبشير». ورغم أنه سيكون تحولا استراتيجيا كبيرا لحماس، فإن شبكة الولايات المتحدة لديها قادرة نظريا على تسهيل أعمال الإرهاب في الولايات المتحدة.
في 2 مايو 2011، أدان زعيم حماس ورئيس الوزراء إسماعيل هنية قتل أسامة بن لادن في باكستان من قبل الولايات المتحدة. أشاد هنية ببن لادن، مؤسس تنظيم القاعدة الجهادي، بوصفه «شهيد» و«مجاهد عربي». أدانت الحكومة الأمريكية تصريحاته بوصفها «مشينة». وأفادت التقارير بأن حماس أبقت على علاقات عملياتية ومالية مع القاعدة.

## الرأي العام حول حماس

### في إسرائيل والأراضي الفلسطينية
قبل عام 2006، كانت حماس ينظر إليها الفلسطينيون بشكل جيد على كفاءتهم وافتقارهم الملحوظ إلى الفساد بالمقارنة مع فتح.
تدهورت آراء الجمهور بشأن حماس في الأراضي الفلسطينية منذ سيطرتها على قطاع غزة عام 2007. قبل الاستيلاء، كان لدى 62 في المائة من الفلسطينيين رأي مؤيد للمجموعة، في حين كان لثلث منهم آراء سلبية. وفقا لبحث أجراه مركز بيو في عام 2014 قبيل نزاع غزة-إسرائيل 2014 مباشرة، نحو الثلث فقط كان له آراء إيجابية ورأى أكثر من نصفه حركة حماس سلبا. وعلاوة على ذلك، ينظر 68 في المائة من فلسطينيو الداخل إلى حماس سلبا.
غير أن شعبية حماس ارتفعت مرة أخرى بعد الحرب في عام 2014 بعد أن أفادت استطلاعات الرأي بأن 81 في المائة من الفلسطينيين يشعرون بأن حماس قد «فازت» بهذه الحرب.

### في الدول العربية والإسلامية

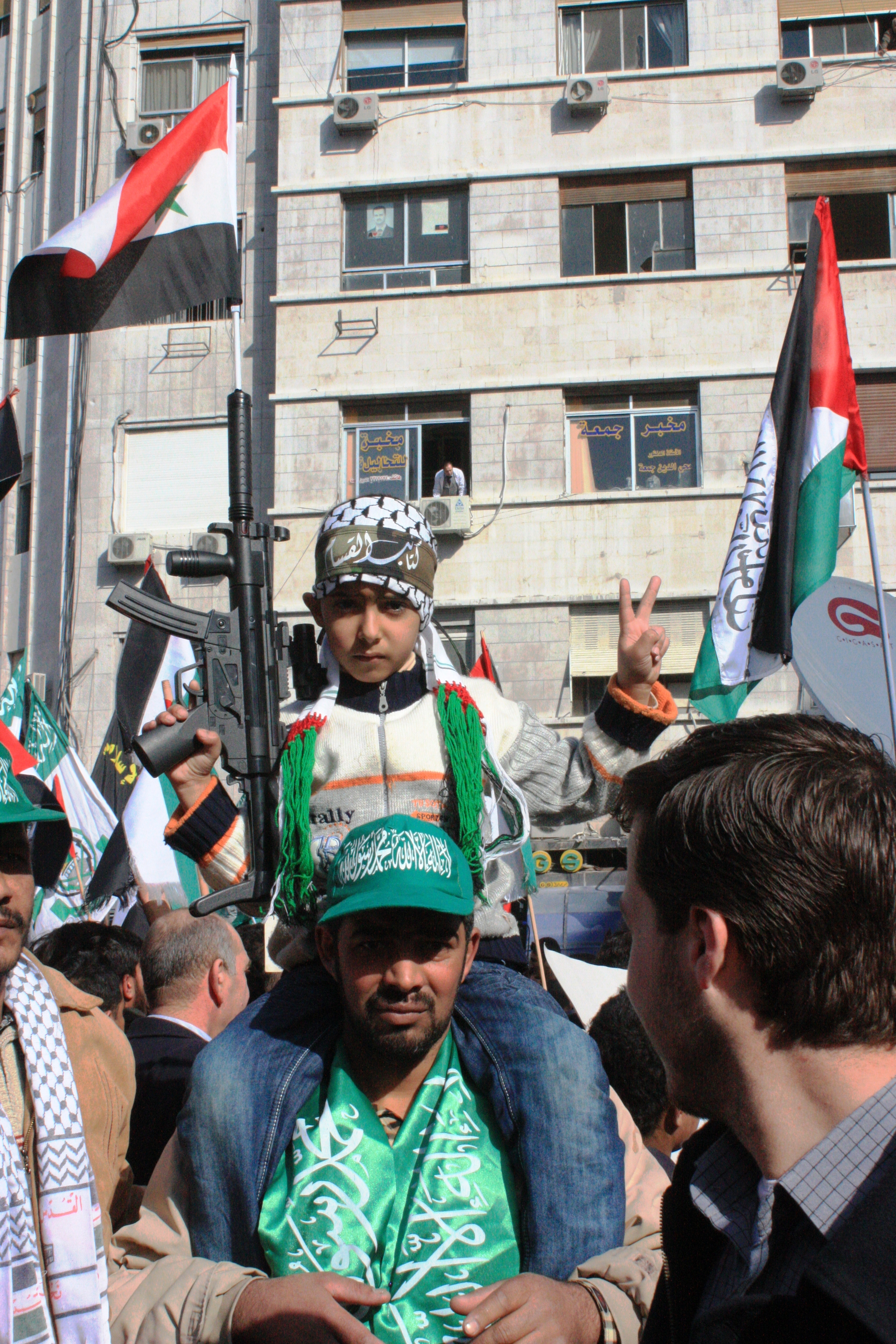
تجمع مؤيد لحماس في دمشق

في لبنان، ترى حركة حماس بصورة سلبية 65 في المائة. وفي الأردن ومصر، فإن نحو 60 في المائة يرون حركة حماس سلبا، وفي تركيا، فإن 80 في المائة لديهم رأي سلبي من حماس. وفي تونس، كان لدى 42 في المائة رأي سلبي من حركة حماس، في حين أن 56 في المائة من البنغلاديشيين و44 في المائة من الإندونيسيين لديهم رأي سلبي من حماس.

## إجراءات قانونية ضد حماس

### في الولايات المتحدة
في ديسمبر 2001، اتُهم الصندوق الاستئماني الخيري، وهو مؤسسة الأراضي المقدسة للإغاثة والتنمية، بتمويل حماس. وقدمت وزارة العدل الأمريكية 200 تهمة ضد المؤسسة. انتهت القضية لأول مرة بخسارة الدعوى، حيث برأت هيئة المحلفين من بعض التهم ولم تحسم اتهامات تتراوح بين انتهاكات ضريبية وتقديم دعم مادي للإرهابيين. وفي إعادة المحاكمة، في 24 نوفمبر 2008، أدين قادة المؤسسة الخمسة في 108 تهمة.
| ”               | حماس هي جماعة متطرفة ... إنها واحدة من أكثر المنظمات الإرهابية فتكا في العالم اليوم. | “ |
| —جورج بوش الابن |                                                                                      |   |

في عام 2004، خلصت محكمة اتحادية في الولايات المتحدة إلى أن حماس مسؤولة في دعوى مدنية بشأن جريمة قتل يارون إفرات أونغار بالقرب من بيت شيمش، إسرائيل. وقد صدر أمر إلى حماس بدفع مبلغ 116 مليون دولار أمريكي لعائلتي أونغار. وفي 5 يوليو 2004، أصدرت المحكمة حكمها الغيابي ضد السلطة الوطنية الفلسطينية ومنظمة التحرير الفلسطينية بشأن عائلتي أونغار التي قالت إن السلطة الفلسطينية ومنظمة التحرير الفلسطينية يوفران ملاذا آمنا لحماس.
في أغسطس 2004، وجهت إلى ثلاثة فلسطينيين، أحدهم مواطن أمريكي متجنس، تهمة بـ«مؤامرة احتيال طويلة لتوفير المال للأعمال الإرهابية في إسرائيل». ومن بين المتهمين موسى محمد أبو مرزوق، أحد كبار أعضاء حركة حماس الذي تعتبره الولايات المتحدة هارب.
وفي 1 فبراير 2007، برأت ساحة رجلين من مخالفة قانون الولايات المتحدة من خلال دعم حماس. وذكر الرجلان انهما ساعدا في نقل الاموال للقضايا الفلسطينية التي تهدف إلى مساعدة الشعب الفلسطينى وليس لتعزيز الإرهاب.
وفي يناير 2009، اتهم مدع اتحادي المجلس المعني بالعلاقات الأمريكية الإسلامية بأن له صلات بمؤسسة خيرية معينة باعتبارها شبكة دعم لحماس. وحددت وزارة العدل مجلس العلاقات الأمريكية-الإسلامية بأنه «متآمر غير متهم» في قضية مؤسسة الأراضي المقدسة في دالاس، والتي انتهت بالحكم على مؤسسي المؤسسة بالسجن مدى الحياة بتهمة جمع 12 مليون دولار لحماس. وفي وقت لاحق، رفعت محكمة استئناف اتحادية هذه التسمية لجميع الأطراف، وبدلا من ذلك، سمتها «المغامرين المشتركين».

### في ألمانيا
قضت محكمة اتحادية ألمانية في عام 2004 بأن حماس منظمة موحدة لا يمكن فصل عملها في مجال المساعدة الإنسانية عن "أنشطتها الإرهابية والسياسية". وفي يوليو 2010، حظرت ألمانيا أيضا منظمة المعونة الإنسانية الدولية التي مقرها في فرانكفورت، قائلة إنها استخدمت تبرعات لدعم مشاريع الإغاثة المرتبطة بحماس في غزة. بينما تقدم نشاطاتها إلى المتبرعين بوصفها مساعدة إنسانية، قال وزير الداخلية الألماني توماس دي ميزير استغلت منظمة المعونة الإنسانية الدولية استعداد المانحين للمساعدة باستخدام الأموال التي اعطيت لغرض جيد في دعم ما هو في نهاية المطاف منظمة إرهابية". ووصف متحدث باسم لجنة حقوق الإنسان الإسلامية القرار بأنه "نصراً لأولئك الذين يسعون إلى وصم جميع الأنشطة الإسلامية كدعم للإرهاب".